# فيكتور بنيتيز
فيكتور بنيتيز (بالإيطالية: Víctor Benítez)‏ (20 أكتوبر 1935 - 11 يوليو 2022)، هو لاعب كرة قدم بيروفي (ولد في ليما يوم 30 أكتوبر من العام 1936) كان يجيد اللعب في خط الدفاع. لعب 11 مباراة لمنتخب بيرو، ولعب لنادي روما ونادي إنتر ميلان.